# Chattanhalli, Shahpur
Chattanhalli là một làng thuộc tehsil Shahpur, huyện Gulbarga, bang Karnataka, Ấn Độ.